# Lysimachia nummularia
Lysimachia nummularia, la hierba de la moneda, es una especie fanerógama perteneciente al género Lysimachia.
Es perenne, rastrera, y debido a sus tallos postrados que emiten raíces, es apta como tapizante.
La variedad con hojas de color dorado, Lysimachia nummularia 'Aurea' es algo menos invasiva que la especie.

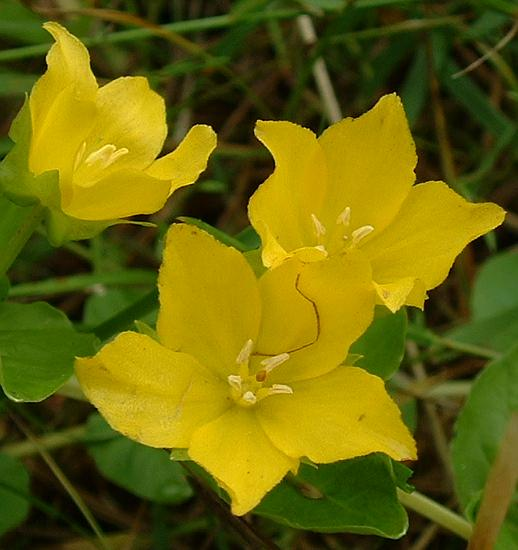
Flor.

## Distribución
Es nativa de Europa y se ha introducido en Norteamérica donde se considera invasiva en algunas zonas.

## Usos
Es una planta ornamental como cultivo de cobertura en el jardín. Se cultiva también en acuarios de agua dulce. 